# Fabian Hergesell
Fabian Hergesell (* 25. Dezember 1985 in Leverkusen) ist ein ehemaliger deutscher Fußballspieler.

## Karriere
Seine Karriere begann Hergesell 2004 bei Bayer 04 Leverkusen in der zweiten Mannschaft in der Oberliga Nordrhein. Zur Saison 2007/08 wechselte er, nach zwischenzeitlichem Aufstieg in die Fußball-Regionalliga, zum Liga-Rivalen Fortuna Düsseldorf, mit denen er in die dritte und später dann auch in die 2. Fußball-Bundesliga aufstieg. Zur Saison 2010/11 wechselte er zu Rot-Weiß Oberhausen, stieg jedoch mit dem Verein aus der zweiten Liga ab.
Zum Ende der Transferperiode 2011 schloss sich Hergesell dem NRW-Ligisten FC Viktoria Köln an. Im Januar 2012 bat er um seine Freigabe und wechselte zum Drittligisten Preußen Münster.
Zur Spielzeit 2015/16 wechselte Hergesell zum FC Rot-Weiß Erfurt. Nach anhaltenden Verletzungsproblemen und ohne in der Saison 2016/17 ein Spiel absolviert zu haben, beendete er zum Sommer 2017 seine aktive Profikarriere in Erfurt.